# Балкански новини (1904 – 1910)
 Тази статия е за пловдивския вестник.  За търновския вижте Балкански новини (1934).  
„Балкански новини“ е български местен информационен вестник, излизал в Пловдив от 1904 година до 1910 година.

## Описание
| Годишнина | Броеве    | Дата                                |
| --------- | --------- | ----------------------------------- |
| I         | 1 – 50    | 5 май 1904 – 24 януари 1905         |
| II        | 51 – 94   | 25 февруари 1905 – 5 февруари 1906  |
| III       | 95 – 138  | 11 февруари 1906 – 24 декември 1906 |
| IV        | 139 – 159 | 6 януари 1907 – 18 ноември 1907     |
| V         | 160 – 164 | 1 февруари 1908 – 22 март 1908      |
| VI        | 1 – 25    | 15 ноември 1909 – 16 август 1910    |

До брой № 47 на първата годишнина заглавието на вестника е „Телефон“ (Телефонъ). Първоначалното подзаглавие е Независим политически вестник, като от брой № 26 то става Независим политически и информационен вестник, от брой № 37 Всекидневен независим политически информационен вестник, от брой № 39 Независим политически вестник и от VI годишнина Свободен вестник.
Първоначално вестникът излиза два пъти в седмицата – в сряда и събота. От брой № 26 става всекидневник, от брой № 39 отново излиза два пъти седмично, а от брой № 66 става седмичник.
Печата се в печатница „Стара планина“, както и в печатниците „Съгласие“ и „Търговска“.
От брой № 23 на I годишнина главен редактор е Нестор Иванов, а стопанин Атанас Николов. От брой № 36 редактори са Т. Начев и Нестор Иванов.

## Политическа ориентация
Вестникът започва като независим, но проявява симпатии към правителството на Рачо Петров и Димитър Петков (1903 – 1906). По-късно вестникът открито започва да подкрепя Народнолибералната партия и е на русофобски позиции. От 1908 година започва да подкрепя демократическото правителство на Александър Малинов (1908 – 1910).
Вестникът отделя сериозно внимание на македоно-одринското освободително движение и подкрепя Върховния македоно-одрински комитет.